# 嶋田宗彦
嶋田 宗彦（しまだ むねひこ、1962年2月17日 - ）は、和歌山県有田市出身の元プロ野球選手（捕手）・コーチ。
1984年ロサンゼルスオリンピックの野球競技金メダリストで、実弟は元プロ野球選手（投手・外野手）の嶋田章弘。章弘とは1985年に阪神タイガースへ一緒に入団していて、互いに引退してからも同球団へ揃って在籍している。

## 来歴・人物

### プロ入り前
和歌山県立箕島高等学校への在学中に、石井毅との同級生バッテリーで、2年時（1978年）春の第50回選抜高等学校野球大会から4期連続で甲子園球場での全国大会へ出場した。この大会では準決勝にまで勝ち残ったが、夏の第60回全国高等学校野球選手権大会では、3回戦で栗岡英智を擁する中京高校に惜敗した。
高校3年時（1979年）には、春の第51回選抜高等学校野球大会準決勝で、小早川毅彦などを擁するPL学園を相手に延長10回サヨナラ勝利。決勝では、牛島和彦・香川伸行のバッテリーで知られた浪商高校と打撃戦を展開した末に、8対7というスコアで2大会振りの優勝を果たした。夏の第61回全国高等学校野球選手権大会では、星稜高校との3回戦で延長戦に持ち込まれながらも、1点ビハインドで迎えた12回表2死の打席で同点ソロ本塁打を記録。本人が後に述懐したところによれば、「チームが勝ち越された直後でベンチの雰囲気が暗かったので、ナインへ聞こえるような声で監督の尾藤公に『今からホームランを打ってきます』と言ってから打席に入った」という。チームはこの試合を延長18回の末に勝利すると、横浜商業高校との準決勝でも、宮城弘明の好投に苦しめられながら辛勝した。決勝でも池田高校を相手に1点差で逆転勝利を収めたことから、史上3校目（2023年の時点では公立高校で唯一）の甲子園大会春夏連覇を達成した。なお、硬式野球部での1学年先輩には二塁手の石井雅博、同期生には遊撃手の上野敬三がいた。
捕手としては小柄ながら、箕島高校への在学中には、対外試合で通算20本の本塁打をマーク。さらに、甲子園大会での通算打率が.409に達していた。しかし、卒業後の1980年に、石井毅と揃って地元の住友金属へ入社。1981年と1982年には、石井とのバッテリーで都市対抗野球大会に出場した。1981年の第52回大会では、三菱自動車川崎との1回戦に臨んだものの、石井が初回に垣野多鶴から満塁本塁打を浴びた末に大敗。1982年の第53回大会では、ヤマハ発動機との準々決勝でリ－ドを許しながら、9回に逆転サヨナラ3点本塁打を放った。また、決勝で日本鋼管福山と対戦すると、石井の完投による1点差勝利でチームを大会初優勝に導いている。さらに、翌1983年から西武ライオンズへ入団した石井に代わって高橋修二とバッテリーを組んだところ、社会人野球日本選手権で1984年に2連覇を達成した
その一方で、1982年にはアマチュア野球世界選手権へ日本代表で出場。同年と1984年には、捕手として社会人ベストナインに選ばれた。1984年には、ロサンゼルスオリンピックの野球競技にも出場。公開競技ながら、日本代表チームの金メダル獲得に貢献した。
ロサンゼルスオリンピックの閉幕後に開かれた1984年のNPBドラフト会議で、阪神タイガースから4位で指名されたことを受けて入団した。この会議の1巡目では実弟の章弘（当時は投手で箕島高校の3年生）が阪神と広島東洋カープから指名されていたが、指名の重複に伴う抽選で阪神が独占交渉権を獲得した結果、兄弟揃っての入団にも至った。ちなみに、ロサンゼルスオリンピック日本代表でのチームメイトからは、内野手の和田豊が嶋田兄弟と同時、自身と同じ捕手の吉田康夫が1年後（1986年）に阪神へ入団している。

### 阪神時代
1985年には、7月30日の対中日ドラゴンズ戦（阪神甲子園球場）で木戸克彦（当時の正捕手）の代打に起用されたことを皮切りに、木戸に次ぐ2番手捕手として一軍へ定着。一軍公式戦への出場は通算で30試合にとどまったものの、8月以降に17試合でスタメンマスクを任されるなど、チームの21年振りセントラル・リーグ優勝に貢献した。さらに、石井毅を擁する西武との日本シリーズで、10月29日の第3戦（阪神甲子園球場）に8回表の守備から初出場。9回裏の2死から初打席に臨んだところ、東尾修（箕島高校の先輩）が投じた初球でソロ本塁打を放った。日本シリーズにおける新人選手の初打席本塁打は史上初の記録で、阪神の新人選手による打点は、1962年の藤井栄治以来23年振りであった。阪神は2003年・2005年・2014年・2023年にも日本シリーズへ進出しているが、阪神の新人選手による打点は、2023年の第3戦で森下翔太が2打点を適時打で挙げるまで38年間記録されていなかった。
1986年には、4月25日の対中日ドラゴンズ戦（甲子園）で章弘との「兄弟バッテリー」が初めて実現。一軍の公式戦では、この試合を含めて65試合でスタメンマスクを任されていた。この年は91試合の出場で6本の本塁打を放っていたが、翌1987年以降は一軍公式戦でのシーズン打率が1割台に低迷。腰痛や故障が相次いだこともあって、正捕手の座を木戸から奪うどころか、吉田の後塵を拝するまでに至った。
故障の影響で1988年のシーズン中にNPBから任意引退選手として公示されたものの、翌1989年5月9日付で支配下登録選手に復帰すると、一軍公式戦30試合に出場。1990年には、レギュラーシーズンの開幕からスタメンに起用されていた。5月6日の大洋ホエールズ戦（横浜スタジアム）では、試合の途中から木戸に代わって出場。8回裏の守備中に本塁上のクロスプレーで大洋側の得点を認めた球審に対して、三塁走者（山崎賢一）による本塁への突入を阻止したことを主張するあまり、球審の胸を手で突いた。この行為に大洋監督の須藤豊が異議を唱えたため、嶋田は球審から退場を宣告。さらに、7月以降は出場機会が減少した。翌1991年の出場はわずか2試合で、1992年には入団後初めて一軍での出番がなく、この年限りで現役を引退。

### 現役引退後
阪神球団に一貫して在籍。ブルペン捕手（1993年 - 1997年）、一軍ブルペンコーチ（1998年 - 1999年, 2002年 - 2003年）、二軍バッテリーコーチ（2000年, 2008年 - 2011年）、スコアラー（2001年）、一軍のバッテリーコーチ（2004年 - 2007年）を歴任した。さらに、2001年の秋季練習にも「一軍バッテリーコーチ」という肩書で参加。コーチとしては投手の調子を見極める能力をチーム内で高く評価されていて、投手陣からは（「章弘の実兄」というニュアンスで）「兄やん」と慕われるほど信頼を得ていた。
2012年から、スコアラーへ再び転出。現役引退後の2004年からスコアラーを経てチーフスコアラーに就いている章弘の下で、2022年まで先乗りスコアラーを務めた。その一方で、実弟（章弘の実兄）の順弘がコーチとして指導していた箕島球友会（箕島高校硬式野球部のOBを中心に結成された社会人野球のクラブチーム）のアドバイザーや、このチームから発展したマツゲン箕島硬式野球部の顧問に名を連ねていた。
阪神が岡田彰布を一軍監督へ再び招聘した2023年に、岡田の意向を受けて、一軍のバッテリーコーチとして12年振りに現場へ復帰した。一軍はレギュラーシーズンの序盤からセントラル・リーグの首位をほぼ維持していたが、岡田の方針で正捕手に起用されていた梅野隆太郎が、死球による左手首の骨折で8月中旬から戦線を離脱。この事態に際して、捕手としての能力をかねてから高く評価していた坂本誠志郎を梅野の離脱後からスタメンへ固定させることによって、チームを自身の入団1年目（1985年）以来38年振りの日本シリーズ制覇、坂本をゴールデングラブ賞（セントラル・リーグ捕手部門）の初受賞に導いた。
ちなみに、阪神の一軍は自身が入団した1985年から2023年までにリーグ優勝を4度成し遂げているが、嶋田は全ての優勝を岡田と共に現場で経験。引退後に優勝した2003年・2005年・2023年には、前述したように一軍でコーチを務めている。

## 詳細情報

### 年度別打撃成績
| 年 度     | 球 団     | 試 合 | 打 席 | 打 数 | 得 点 | 安 打 | 二 塁 打 | 三 塁 打 | 本 塁 打 | 塁 打 | 打 点 | 盗 塁 | 盗 塁 死 | 犠 打 | 犠 飛 | 四 球 | 敬 遠 | 死 球 | 三 振 | 併 殺 打 | 打 率 | 出 塁 率 | 長 打 率 | O P S |
| --------- | --------- | ----- | ----- | ----- | ----- | ----- | -------- | -------- | -------- | ----- | ----- | ----- | -------- | ----- | ----- | ----- | ----- | ----- | ----- | -------- | ----- | -------- | -------- | ----- |
| 1985      | 阪神      | 30    | 67    | 60    | 10    | 15    | 4        | 0        | 1        | 22    | 6     | 0     | 0        | 0     | 0     | 6     | 0     | 1     | 8     | 0        | .250  | .328     | .367     | .695  |
| 1986      | 阪神      | 91    | 237   | 207   | 16    | 53    | 6        | 2        | 6        | 81    | 24    | 0     | 0        | 10    | 2     | 17    | 4     | 1     | 33    | 4        | .256  | .313     | .391     | .704  |
| 1987      | 阪神      | 69    | 155   | 146   | 9     | 29    | 3        | 1        | 4        | 46    | 10    | 0     | 0        | 3     | 2     | 3     | 2     | 1     | 31    | 2        | .199  | .217     | .315     | .532  |
| 1988      | 阪神      | 31    | 54    | 48    | 2     | 6     | 1        | 0        | 0        | 7     | 2     | 0     | 0        | 1     | 0     | 5     | 2     | 0     | 7     | 2        | .125  | .208     | .146     | .353  |
| 1989      | 阪神      | 30    | 33    | 29    | 1     | 5     | 1        | 0        | 0        | 6     | 1     | 0     | 0        | 2     | 0     | 2     | 1     | 0     | 6     | 0        | .172  | .226     | .207     | .433  |
| 1990      | 阪神      | 47    | 112   | 100   | 7     | 15    | 3        | 0        | 2        | 24    | 10    | 0     | 0        | 3     | 1     | 8     | 0     | 0     | 20    | 4        | .150  | .211     | .240     | .451  |
| 1991      | 阪神      | 2     | 1     | 1     | 0     | 0     | 0        | 0        | 0        | 0     | 0     | 0     | 0        | 0     | 0     | 0     | 0     | 0     | 0     | 0        | .000  | .000     | .000     | .000  |
| 通算：7年 | 通算：7年 | 300   | 659   | 591   | 45    | 123   | 18       | 3        | 13       | 186   | 53    | 0     | 0        | 19    | 5     | 41    | 9     | 3     | 105   | 12       | .208  | .261     | .315     | .576  |

### 年度別守備成績
| 年度 | 試合 | 企図数 | 許盗塁 | 盗塁刺 | 阻止率 |
| ---- | ---- | ------ | ------ | ------ | ------ |
| 1985 | 29   | 27     | 22     | 5      | .185   |
| 1986 | 89   | 83     | 59     | 24     | .289   |
| 1987 | 67   | 52     | 33     | 19     | .365   |
| 1988 | 29   | 21     | 14     | 7      | .333   |
| 1989 | 26   | 8      | 6      | 2      | .250   |
| 1990 | 46   | 38     | 26     | 12     | .316   |
| 1991 | 2    | 1      | 1      | 0      | .000   |
| 通算 | 288  | 230    | 161    | 69     | .300   |

### 記録
初記録
- 初出場：1985年7月30日、対中日ドラゴンズ13回戦（阪神甲子園球場）、8回裏に木戸克彦の代打で出場
- 初安打：1985年7月31日、対中日ドラゴンズ14回戦（阪神甲子園球場）、9回裏に郭源治から
- 初先発出場：1985年8月13日、対読売ジャイアンツ19回戦（後楽園球場）、8番・捕手で先発出場
- 初打点：1985年8月22日、対横浜大洋ホエールズ18回戦（横浜スタジアム）、6回表に増本宏から適時二塁打
- 初本塁打：1985年10月24日、対読売ジャイアンツ26回戦（後楽園球場）、6回表に宮本和知から左越3ラン

### 背番号
- 27（1985年 - 1992年）
- 97（1993年 - 1999年）
- 81（2000年）
- 83（2002年 - 2011年、2023年 - 2024年）

## エピソード
- 現役時代、嶋田は仲田幸司のサインミスが原因で肋骨を骨折したことがある[16][17]。